# 8668 Satomimura
8668 Satomimura eller 1991 HM är en asteroid i huvudbältet som upptäcktes den 16 april 1991 av de japanska astronomerna Satoru Otomo och Osamu Muramatsu i Kiyosato. Den är uppkallad efter Satomimura.
Asteroiden har en diameter på ungefär 6 kilometer.